# Álvaro Enrigue

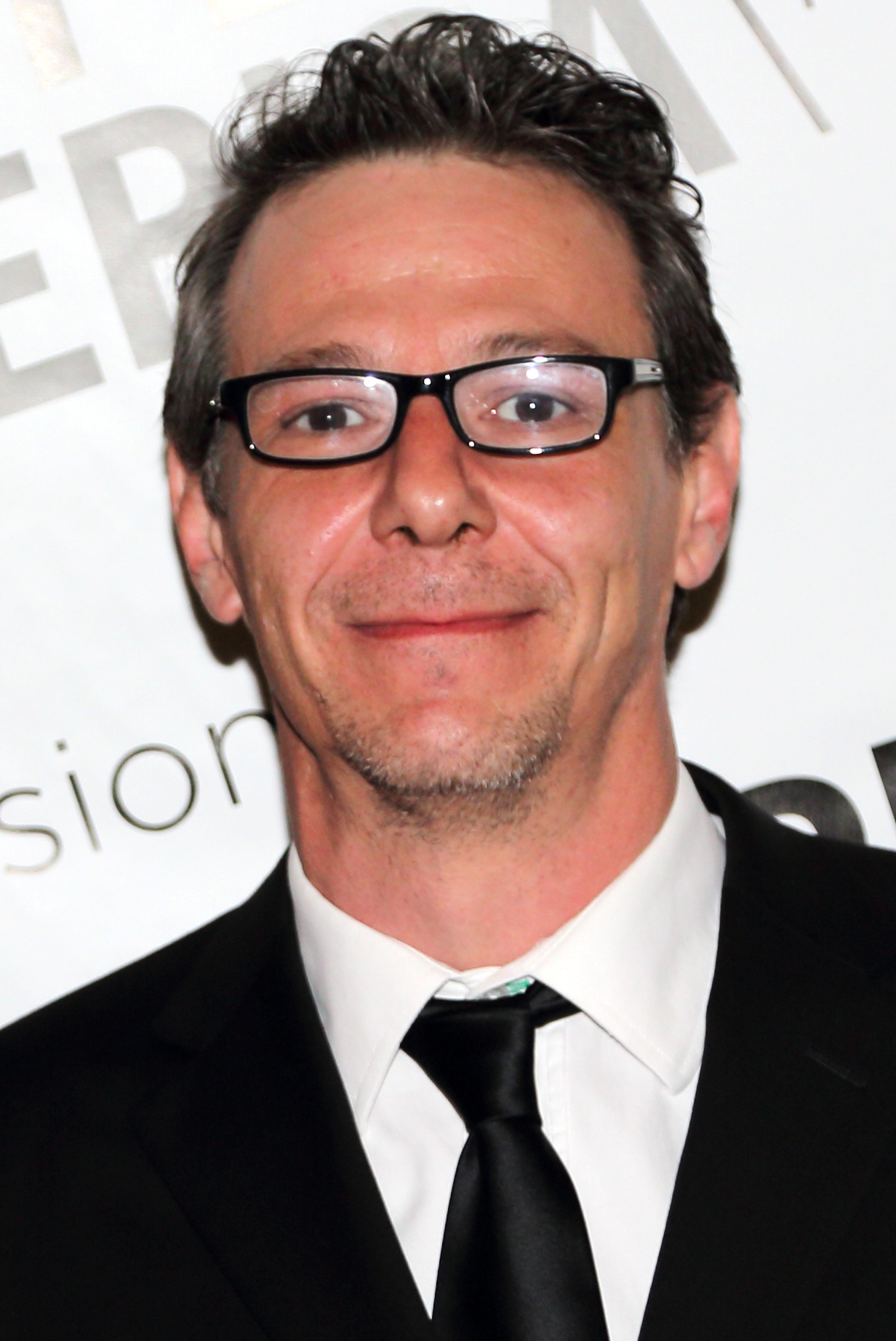
Álvaro Enrigue (2014)

Álvaro Enrigue Soler (geboren 6. August 1969 in Guadalajara) ist ein mexikanischer Schriftsteller.

## Leben
Álvaro Enrigue studierte an der Universidad Iberoamericana und arbeitete dort als Literaturdozent. Für den Roman Muerte súbita erhielt er 2013 den Herralde-Romanpreis.
Enrigue lebt in New York City. Er ist mit Valeria Luiselli verheiratet.

## Werke (Auswahl)
- La muerte de un instalador. Roman. Mexico: Joaquín Mortiz, 1996
- Virtudes capitales. Erzählungen. Mexico: Joaquín Mortiz, 1998
- El cementerio de sillas. Roman. Mexico: Lengua de Trapo, 2002
- Hipotermia. Erzählungen. Mexico/Barcelona: Anagrama, 2006
- Vidas perpendiculares. Roman. Mexico/Barcelona: Anagrama, 2008
- Decencia. Roman. Mexico/Barcelona: Anagrama, 2011
- Un samurái ve el amanecer en Acapulco. Erzählungen. Mexico: La Caja de Cerillos Ediciones, 2013
- Valiente clase media. Essay. Mexico/Barcelona: Anagrama, 2013
- Muerte súbita. Roman. Mexico/Barcelona: Anagrama, 2013
  - Aufschlag Caravaggio: Roman. Übersetzung Peter Kultzen. München: Blessing, 2015

- Ahora me rindo y eso es todo. Roman. Mexico/Barcelona: Anagram, 2018
  - Jetzt ergebe ich mich, und das ist alles. Roman. Übersetzung Carsten Regling. München: Blessing, 2021
- Tu sueño imperios han sido. Editorial Anagrama, Barcelona/Mexico City 2022.